# Persjusz

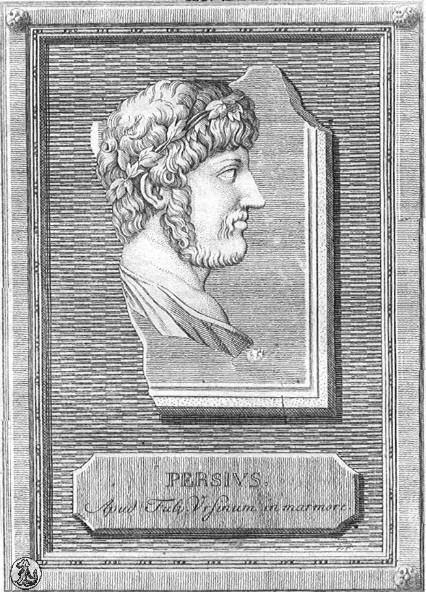
Persjusz

Persjusz, właśc. Aulus Persius Flaccus (ur. 34, zm. 62) – poeta i satyryk rzymski. Urodził się w Volaterrae (dziś Volterra) w Etrurii; pochodził z klasy ekwitów. Pobierał nauki w Rzymie pod kierunkiem gramatyka Remiusza Palemona oraz retora Werginiusza Flawiusza. Był przyjacielem Lucjusza Anneusza Kornutusa, który miał duży wpływ na jego twórczość. 
Do czasów dzisiejszych zachowało się sześć satyr jego autorstwa (przy czym szósta jest niedokończona), pisanych heksametrem. Satyra pierwsza ukazuje krytyczny obraz ówczesnego życia literackiego, pozostałe, utrzymane w duchu filozofii stoickiej i bliższe diatrybie filozoficznej niż satyrze, przedstawiają zagadnienia moralno-filozoficzne. 
Twórczość Persjusza nie wzbudzała większego zainteresowania wśród jego współczesnych; zwrócili na nią uwagę dopiero Ojcowie Kościoła (ze względu na wyrażane w jego utworach poglądy stoickie), później czytano go w średniowieczu. 
W Polsce dzieła Persjusza znane były już w XII w. O jego twórczości pisali m.in. Paweł z Krosna i Maciej Kazimierz Sarbiewski; jej wpływ widać w Kronice polskiej Wincentego Kadłubka oraz w Satyrach Krzysztofa Opalińskiego. 
Pierwszy polski przekład jego satyr, autorstwa Marcina Słonkowicza, ukazał się w 1651 roku. W 1929 roku pojawiło się tłumaczenie prozą autorstwa Stanisława Seligi. W 1958 roku ukazało się nowe tłumaczenie Jana Sękowskiego, jako część antologii Trzej satyrycy rzymscy.